# 孝穆纪太后
孝穆太后（1451年—1475年7月），瑶族人，紀姓，名不詳。中國明朝皇妃，出身賀縣。為明宪宗朱見深淑妃，明孝宗朱祐樘生母，孝宗继位后追封为皇太后。在瑶族民间传说中，因瑤語纪李不分，又称李唐妹。而據黃瑜成書於弘治年間的《雙槐歲鈔》記載，孝穆皇后實為李氏，父李公（封慶元伯），母唐氏（封慶元伯夫人），內侍潘真曾透露其名諱為李妙善。

## 生平
注：以下生平来自清修《明史》，关于万贵妃善妒且残害皇子的部分应为清修明史时为政治考量所添加的不实部分，详见乾隆所著《乾隆御批通鉴.卷11.驳明宪宗怀孕诸妃皆遭万妃逼迫而坠胎》所言。

### 早年生涯
明景泰二年（1451年）出生于广东连山李糖寨（现永和镇红阳村竹园寨），幼年父母双亡，后来被亲戚接到广西贺县桂岭抚养。
成化二年（1466年），憲宗征討蠻族，紀氏故乡被毁，與其他女子一同被“俘入掖庭(入宫)”。由於紀氏警敏通文字，且长得美丽机敏，因而成為負責管理內藏的女史。得宪宗之宠，大明成化六年七月三日（1470年7月30日）生帝朱祐樘（孝宗）于西宫。
時萬貴妃專寵，又善妒，對於后宮有孕的女子都加以迫害。憲宗偶到內藏，與紀女史談話，喜愛紀氏的才華因而臨幸之。事后紀氏发现自己怀孕，恐慌不已，服用堕胎药，但未成功。
萬貴妃知道紀氏有妊後，非常憤怒，命宮女前去究治。宮女憐憫紀女史，於是向萬貴妃謊報紀女史得了一種肚漲的病痞，而非有娠。萬貴妃相信了，就將紀氏打發到西內安樂堂居住。之後，於成化六年七月三日（1470年7月30日）生下皇三子朱祐樘。紀氏大惧，要守門宦官張敏把婴儿抱出去溺死。張敏說：“皇上還沒有兒子，為什麼要放棄？”於是把嬰兒藏於他室，瞞著萬貴妃用粉餌飴蜜哺之。朱祐樘直至五六歲，還不敢剪胎髮。當時吳废后廢居西內，離安樂堂很近，知道這件事，往來哺養，憲宗一直不知道。

### 灭顶之灾
柏賢妃生下皇二子朱祐極，卻在成化八年正月二十六日（1472年3月5日）夭折，追謚為悼恭太子。悼恭太子死後，后宮久無子女降生，朝中上下都皆以為憂。成化十一年（1475年）的一天，憲宗召張敏櫛髮，對鏡子嘆氣：“我老了，還沒有兒子。”張敏伏地說道：“臣死罪，萬歲已經有了兒子。”憲宗愕然，問哪裡有？張敏說：“我說了之後就會死，皇上得為小皇子做主。”太監懷恩也說道：“張敏說的是事實。皇子潛養西內，今已六歲，一直隱匿消息不敢傳出去而已。”憲宗大喜，馬上去西內，遣使者去接皇子。使者來到，紀氏抱著兒子泣道：“你去吧，我恐怕是活不了了。你見到一個身穿黃袍面上有鬚的人，他就是你的父親。”
小皇子穿著小緋袍，乘小輿，擁至階下，胎髮披地，撲進憲宗懷裡。憲宗把他抱置膝蓋上，撫視久之，悲喜泣下：“真是我的兒子，這麼像我。”命令懷恩赴內閣向諸臣宣告這件事。群臣皆喜。明日，群臣恭賀，頒詔天下。命紀氏移居西六宮永壽宮，數度召見。萬貴妃得知後，日夜怨泣：“群小紿我！”同年六月，紀妃暴薨。有人說是萬貴妃迫害致死的，有人說是自縊。憲宗下诏追封淑妃，上諡曰恭恪莊僖。張敏得知紀妃死後，甚為懼怕，遂吞金而死（存疑，据《明史·杨继宗传》，成化十三年（1477年）宦官汪直得势后，仍有张敏诋毁杨继宗及写信提醒从兄张庆“皇上已经知道杨继宗，要善待他”等活动的记载）。

### 身後
小皇子立為皇太子後，時憲宗生母周太后住在仁壽宮，親自將皇太子帶在身邊撫養。一天，萬貴妃召太子去她的宮裡用餐，周太后教太子：“去吧，但是不要吃她的東西。”太子到了貴妃的宮裡，萬貴妃賜食物，太子說：“已經飽了。 ”萬貴妃又命人進羹，太子反問：“這羹裡有毒嗎？”萬貴妃大為恚怒：“小小年紀就這樣，日後一定對我不利。”因而唆使群小摘太子之过，欲用兴王取而代之，迷惑于其说的宪宗已经同意。却遭遇大太监怀恩苦谏反对，会当泰山地震，钦天监以为东岳应在东宫太子，宪宗害怕违逆天意，将易储一事搁置不提。万贵妃日益忧惧成疾，一日责打宫女，氣怒攻心而亡。
太子即位後，為明孝宗，追尊生母為孝穆慈慧恭恪莊僖崇天承聖皇太后，遷葬茂陵，別祀奉慈殿 。
孝宗懷念生母，遣太監蔡用尋訪生母族人，發現生母的兄弟紀父貴和紀祖旺。孝宗大喜，改紀父貴為紀貴，授錦衣衛指揮同知，紀祖旺為紀旺，授錦衣衛指揮僉事。賜予第宅、金帛、莊田、奴婢，不計其數。追贈太后父親為中軍都督府左都督，母為夫人。其曾祖、祖父亦如此。遣修太后先塋之在賀者，置守墳戶，復其家。
起初紀氏在宮中的時候，只知自己是賀縣人，姓紀，因為年幼離開家裡，不知族人。結果出現諸多冒名取利的“兄弟”。孝宗數度尋求紀氏族人皆無。最後無奈，只好依照明太祖馬皇后的例子，遙尊封紀氏父親為光祿大夫柱國、慶元伯，諡曰端僖，紀氏母為慶元伯夫人，立廟於桂林府，有司歲時祀祭。
嘉靖十五年（1536年）遷主陵殿，去除紀氏諡號中的「太」字，改稱皇后，但不系憲宗帝諡，終謚孝穆慈慧恭恪莊僖崇天承聖皇后。